# Château de Montaigu (Saône-et-Loire)
Pour les articles homonymes, voir Château de Montaigu.
Le château de Montaigu est un ancien château fort, fondé au Xe siècle, vers 950, dont les vestiges se dressent sur la commune de Mercurey dans le département de Saône-et-Loire en région Bourgogne-Franche-Comté. Le château fut le centre de la châtellenie ducale de Montaigu possession des ducs de Bourgogne.

## Situation
Les ruines du château de Montaigu sont situés dans le département français de Saône-et-Loire sur la commune de Mercurey, sur la croupe d'une colline qui fut aménagée pour la construction du château.

## Histoire
Vers 950, à la demande du duc de Bourgogne, un château est construit par Lambert de Chalon, comte de Chalon, époux d'Adélaïde, dans le but de protéger la ville des invasions venant de l'ouest et de surveiller la voie romaine Lyon, Chalon, Autun, Paris.
À la fin du XIe siècle le château, attesté en 1015, a donné son nom à un évêque d'Auxerre, Hugues de Montaigu.
En 1180, le château alors détenu en franc alleu passe sous l'autorité du duc de Bourgogne. Guillaume II, un des derniers comtes héréditaires de Chalon, ayant pillé la Bourgogne, est dépossédé de ses biens par le roi Louis VII le Jeune au profit de Hugues III de Bourgogne ; celui-ci érige la terre de Montaigu ou Montagu en fief au profit de son second fils, Alexandre de Bourgogne, premier représentant du rameau de la famille de Bourgogne-Montaigu, dont les seigneurs sont alors les plus puissants de leur temps. Cousins du roi de France, et de l'empereur de Constantinople, ils ont une cinquantaine de vassaux.
Le fils d'Alexandre, Eudes de Bourgogne, est seigneur de Montaigu de 1205 à 1244. La seigneurie se transmet alors de père en fils ; se succèdent : Guillaume de Bourgogne-Montaigu, de 1244 à 1304 qui élève le fief à l'apogée de sa grandeur et est le seul de sa lignée à avoir résidé fréquemment au château ; Eudes II ou Oudard de Bourgogne-Montaigu de 1304 à 1338 ; Henri de Bourgogne-Montaigu de 1338 à 1348, est dernier de sa lignée. Le fief est alors partagé entre la famille de Damas et le duc de Bourgogne.
Vers 1380, Guillaume de Colemare en est le châtelain.
En 1477, à la mort de Charles le Téméraire, le fief tombe dans le domaine royal. À la fin du XVe siècle et au XVIe siècle, le château sert tantôt de refuge aux habitants des villages voisins, tantôt de repaire à une troupe passée au banditisme.
En 1591, le château est pris par les troupes de la Ligue ; l'enceinte, en partie démolie, puis reconstruite, sera démantelée sur ordre d'Henri IV.
Jusqu'à la fin du XVIIIe siècle, ce qui reste d'habitation est utilisé par les vignerons comme logements et comme entrepôts.
En 1803, la forteresse ruinée est vendue à un maçon de Touches et exploitée jusqu'en 1823 en carrière de pierre.
En 1822, le marquis d'Arcelot se rend acquéreur des ruines ; plusieurs ermites vont les occuper dont un, Jean Rougeot, sera assassiné. En 1870, le dernier ermite, un certain Richer, soupçonné d'exactions et d'espionnage doit s'enfuir tandis que la population détruit l'oratoire et la cellule. Au XXe siècle, il est la propriété de la famille de Suremain, puis par mariage à la famille de Launay.

## Liste des seigneurs de Montaigu
- ????-1205 : Alexandre de Bourgogne Montaigu, né en 1169 du duc de Bourgogne Hugues III
- 1205-1244 : Eudes de Montaigu
- Reconstitution du château de Montaigu1244-1304 : Guillaume de Montaigu

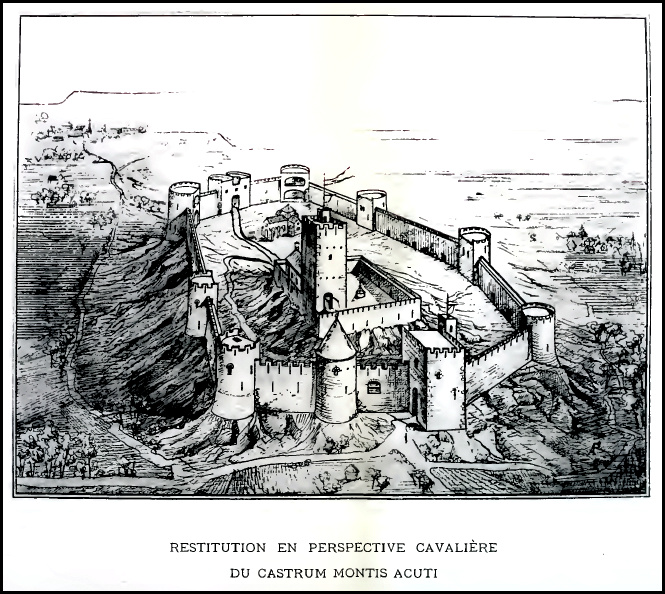
Reconstitution du château de Montaigu

- 1304-1338 : Oudart, ou Odard, (ou même Eudes II) de Montaigu, fondateur et premier patron du chapitre de la collégiale Saint-Georges de Chalon
- 1338-1348 Henri de Montaigu
- 1348-1348 : Huguette de Montaigu, fille posthume du précédent, damoiselle de Montaigu, morte en bas âge
- 1350 : la seigneurie est partagée en indivis entre Isabelle de Montaigu et sa sœur Jeanne des Ursins (Orsini), tantes de la précédente, sœurs d'Henri de Montaigu
- ????-1387 : Philibert Damas, chevalier, coseigneur Montaigu, fils d'Isabelle de Montaigu et de Robert II Damas de Marcilly dont il hérite sa part d'indivis
- 1387 : Le duc Philippe le Hardi échange l'indivis de Philibert Damas contre la seigneurie de Saint-Romain. Il avait déjà récupéré le premier indivis : Montaigu repasse entièrement dans le domaine ducal

Armes des Bourgogne capétiens.
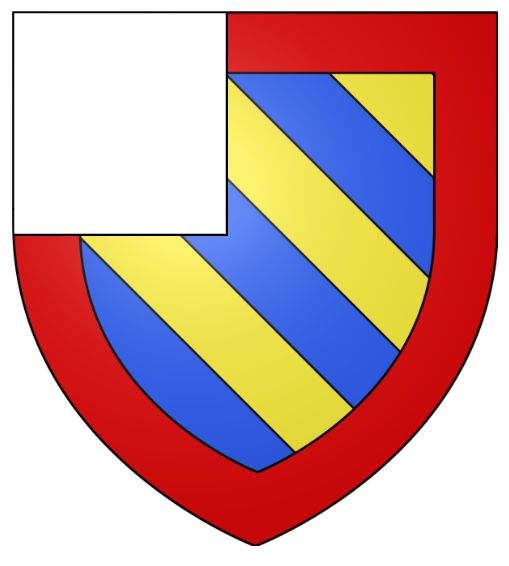
Armes des Montaigu (branche directe)
Armes des Damas.
Armes des Valois-Bourgogne.

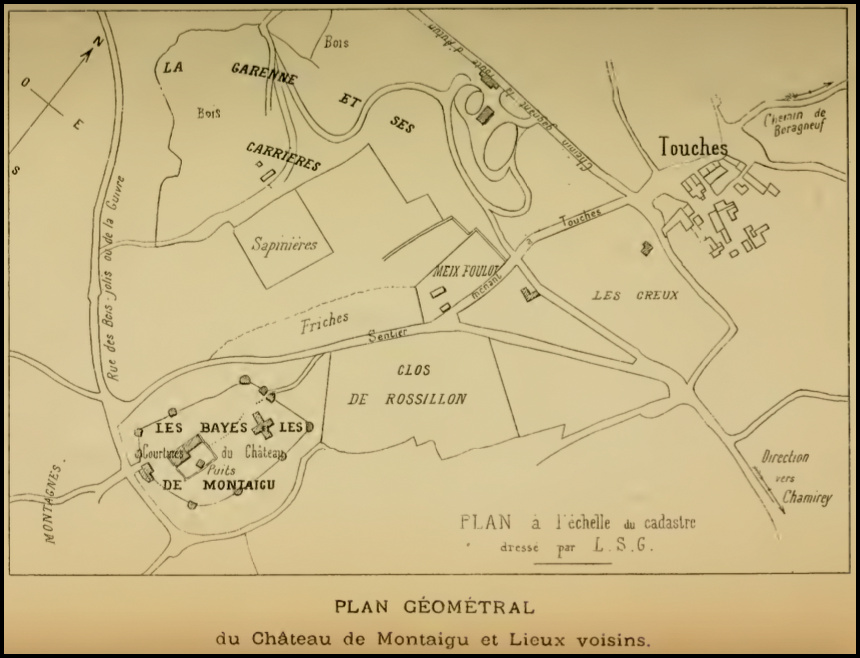
Plan du château de Montaigu et des alentours

## Description
Le château d'origine reprend une forme ovoïde et comportait une double enceinte dont la plus petite enserrait l'espace seigneurial, délimité par une plate-forme aux contours rectangulaires, aménagé en terrasse qui couronnait le sommet de la colline.
L'enceinte extérieure se présente sous la forme d'un quadrilatère irrégulier, d'environ 700 mètres, constituée par un mur crénelé très épais. Elle était flanquée de dix à douze tours reliées par un chemin de ronde. La porte principale protégée par deux tours carrées situées sur le front Est, une poterne et un système de herses, ouvrait au sud vers Saint-Martin-sous-Montaigu. Une poterne (effondrée en 1898) donnait au nord en direction du village de Touches. Quant au front Ouest il se composait d'une haute muraille, percée initialement d'archères que flanquaient des tours circulaires à intervalles réguliers.
L'enceinte intérieure, aux murailles moins épaisses, protégeait le donjon, la grande salle, deux corps de logis disposé en équerre au sud et à l'ouest, et une petite cour où se trouvait le puits.
Le donjon, en partie détruit, construit en petit appareil de moellons régulier avait un plan carré de 9,80 mètres extérieur de côté et des murs épais à sa base de 1,70 mètre. On y accédait par une porte côté sud, percée à l'opposé de l'entrée seigneuriale, du côté le moins exposé à l'attaque et était protégée par les deux bâtiments seigneuriaux et les courtines sud-ouest. Il devait mesurer plus de 15 mètres de hauteur, le pan sud étant encore haut de nos jours de 14,80 mètres et devait comporter six niveaux dédiés à l'habitation, aux réserves et à la défense. Les vestiges qui nous sont parvenus semble attester l'idée d'une seule campagne de construction et dont la l'édification dans l'état actuel de nos connaissances peut être attribué au XIIe siècle.
À la Révolution, après deux siècles d'abandon, on distinguait encore les tours de l'enceinte extérieure. Au début du XXe siècle, on pouvait encore accéder au pied du donjon et des murailles.
Le site est une propriété privée et ne se visite que sur autorisation.